# Colonia Bellavista, Guanajuato
Colonia Bellavista är en ort i Mexiko.   Den ligger i kommunen Santa Cruz de Juventino Rosas och delstaten Guanajuato, i den centrala delen av landet, 240 km nordväst om huvudstaden Mexico City. Colonia Bellavista ligger 1 772 meter över havet och antalet invånare är 104.
Terrängen runt Colonia Bellavista är platt åt sydost, men åt nordväst är den kuperad. Runt Colonia Bellavista är det ganska tätbefolkat, med 160 invånare per kvadratkilometer. Närmaste större samhälle är Santa Cruz de Juventino Rosas, 2,2 km sydost om Colonia Bellavista. Trakten runt Colonia Bellavista består till största delen av jordbruksmark.